# Asesinato de Carol Wilkinson
Carol Wilkinson (nacida c. 1957 - fallecida en Bradford, Yorkshire del Oeste; 10 de octubre de 1977) fue una joven británica asesinada en octubre de 1977. Anthony Steel pasó 19 años en prisión por el asesinato, antes de que se anulara su condena en 2003. Steel murió poco después, en 2007, a la edad de 52 años.
A lo largo de los años, algunos escritores e investigadores han sugerido que Peter Sutcliffe, el «Destripador de Yorkshire», podría haber sido el verdadero asesino de Carol Wilkinson. Sin embargo, el asesinato de Carol Wilkinson sigue sin resolverse oficialmente.

## Asesinato

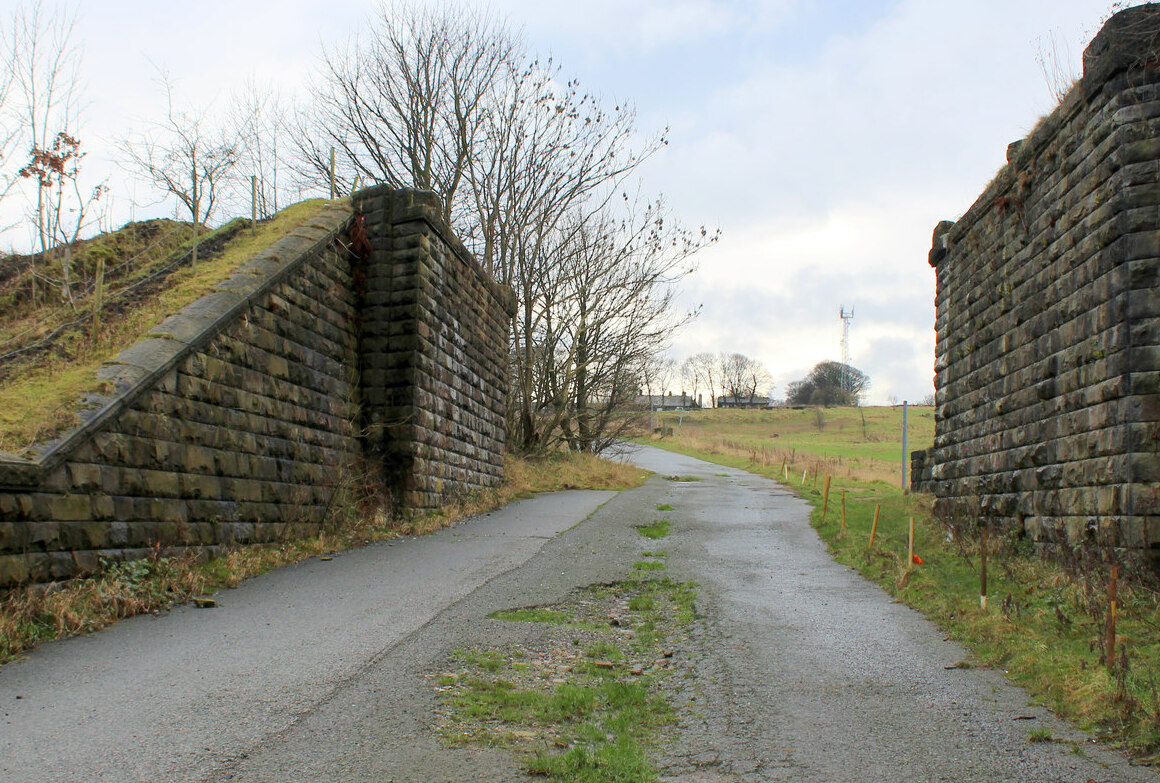
Vista hacia el lugar del asesinato en 2008. Wilkinson fue hallada muerta en el campo junto a los edificios del fondo.

Carol Wilkinson fue asesinada cuando se dirigía al trabajo en octubre de 1977. El ataque tuvo lugar en un campo situado en la parte trasera de la panadería en la que trabajaba Wilkinson, a unos quince minutos a pie de la urbanización en la que vivía. Su mejor amiga del trabajo la había oído decir que no iría por la ruta del «camino del estiércol» que Anthony Steel describió en su confesión. La encontraron tendida en un charco de sangre, con la ropa desgarrada. La habían golpeado con dos piedras pesadas.
La llevaron a la Bradford Royal Infirmary y la conectaron a una máquina de respiración asistida durante tres días, antes de desconectarla. Fue la primera vez en Gran Bretaña que se certificaba la muerte de una víctima de asesinato mientras estaba conectada a un respirador artificial.

## Condena de Anthony Steel
Dieciocho meses después del asesinato, la suegra de Steel entregó a la policía un llavero con forma de pez. Según la Corona (Administración de Justicia), el asesino cogió el llavero del bolso de Wilkinson. En el momento del asesinato, Steel trabajaba como jardinero en la urbanización de Ravenscliffe, donde vivía la víctima. La justicia argumentó que Steel contó a la policía detalles que sólo el asesino podría conocer. En una entrevista sobre la firma de la confesión, explicó que era joven e inexperto con la custodia policial. La presión se volvió abrumadora, lo que lo llevó a decir cosas para aliviar el estrés. Se sintió intimidado mientras la policía afirmaba su creencia en su culpabilidad, diciendo que tenían pruebas y evidencias. Steel creía que, debido a la prolongada naturaleza del caso, las fuerzas del orden estaban ansiosas por condenar a alguien para cerrar el caso, sin importar si la persona realmente encajaba en las circunstancias.

### Anulación de su condena
Steel fue inicialmente puesto en libertad condicional en 1998 antes de que el Tribunal de Apelación anulara su condena en febrero de 2003, debido a las nuevas pruebas aportadas tanto por la defensa como por los psicólogos asesores de la Corona, que indicaban que Steel era un discapacitado mental y se encontraba en el límite de la sugestionabilidad y la complacencia anormales. Por tanto, era un entrevistado mucho más vulnerable de lo que se podía apreciar en el momento del juicio.
Steel recibió una disculpa oficial de la policía y una indemnización de unas 100 000 libras del gobierno, pero su salud empeoró tras salir de la cárcel. Murió de un ataque al corazón a los 52 años en septiembre de 2007. Ninguno de los policías implicados en la condena injusta fue amonestado ni procesado.

## Vínculos con Peter Sutcliffe
A lo largo de los años, algunos escritores e investigadores han sugerido que Peter Sutcliffe, el «Destripador de Yorkshire», podría haber sido el verdadero asesino de Carol Wilkinson. Entre 1975 y 1980 llegó a cometer trece asesinatos de mujeres en Yorkshire y Mánchester, caracterizándose por atacar a sus víctimas con instrumentos contundentes y golpeándolas invariablemente por detrás y al azar. El asesinato de Wilkinson se había considerado inicialmente como un posible asesinato del «Destripador», pero se descartó rápidamente porque Wilkinson no era prostituta. Sin embargo, en 1979 la policía admitió que Sutcliffe no sólo atacaba a prostitutas, aunque para entonces Steel ya había sido condenado por el asesinato.
Tan pronto como Sutcliffe fue condenado en juicio en 1981, el escritor David Yallop afirmó que Steel había sido encarcelado injustamente por el asesinato y que Sutcliffe era evidentemente el asesino. Yallop expuso estas afirmaciones en un libro titulado Deliver us from Evil, en el que señalaba las similitudes con los ataques conocidos de Sutcliffe en Bradford, Leeds y otros lugares. El asesinato de Wilkinson tuvo lugar sólo 9 días después del asesinato de Jean Jordan por parte de Sutcliffe en Mánchester.
En la época del asesinato de Wilkinson se informó ampliamente de que el profesor David Gee, el patólogo del Ministerio del Interior que llevó a cabo todos los exámenes post mortem de las víctimas del «Destripador», dijo que había similitudes entre el asesinato de Carol Wilkinson y el de Yvonne Pearson por Peter Sutcliffe. Al igual que Wilkinson, Pearson fue apaleada con una piedra pesada y no fue apuñalada, por lo que en un principio se descartó que fuera una víctima del «Destripador». La cantidad de similitudes entre los casos de Pearson y Wilkinson llevó a los detectives a sospechar que no sólo eran asesinatos de imitación el uno del otro, sino también de los ataques del «Destripador».
Pearson era en realidad una víctima del «Destripador», y fue reclasificada como tal en 1979, momento en el que Steel cumplía condena por el asesinato de Wilkinson. Yallop pidió que se revisara la condena en 1981 debido a las claras similitudes, destacando que Steel siempre había protestado por su inocencia y había sido condenado sobre la base de débiles pruebas circunstanciales. Sutcliffe no confesó el asesinato de Carol en su juicio en Old Bailey, aunque para entonces Steel ya era el hombre que cumplía condena por el asesinato. Durante su encarcelamiento, se observó que Sutcliffe mostraba «especial ansiedad» ante las menciones del asesinato debido a la posible falta de solidez de la condena de Steel.
De hecho, Sutcliffe conocía a Wilkinson y se sabía que había discutido violentamente con el padrastro de Carol por sus insinuaciones hacia ella. Sutcliffe conocía la finca en la que fue asesinada y se sabía que frecuentaba regularmente la zona, y sólo unos meses antes del asesinato, en febrero de 1977, fue denunciado a la policía por actuar de forma sospechosa en la calle en la que vivía Wilkinson. Otra cosa que relacionó a Sutcliffe con el asesinato fue que antes, el mismo día del asesinato de Wilkinson, Sutcliffe había vuelto a mutilar el cuerpo de Jean Jordan antes de regresar a Bradford, lo que demuestra que ya había salido a atacar a víctimas ese día y que habría estado en Bradford para atacar a Wilkinson después de volver de mutilar a Jordan. El lugar donde Wilkinson fue asesinada estaba muy cerca del lugar de trabajo de Sutcliffe en T. & W. H. Clark, donde habría fichado para ir a trabajar esa tarde.
En 2008, David Yallop volvió a proponer la teoría de que Peter Sutcliffe fue el verdadero asesino. En 2015, el ex detective Chris Clark y el periodista de investigación Tim Tate también apoyaron la teoría de que Wilkinson fue víctima de Sutcliffe en su libro Yorkshire Ripper: The Secret Murders. Señalaron que su cuerpo había sido posado y parcialmente desnudado a la manera típica del «Destripador», con los pantalones y las bragas bajados y el sujetador levantado. En 2022, la cadena ITV también produjo un documental basado en el libro de Clark y Tate.